# X Vulpeculae
X Vulpeculae är en pulserande variabel av Delta Cephei-typ (DCEP) i stjärnbilden Räven. 
Stjärnan varierar mellan visuell magnitud +8,33 och 9,22 med en period av 6,319588 dygn.